# Liste der Kulturdenkmäler in Hettenleidelheim
In der Liste der Kulturdenkmäler in Hettenleidelheim sind alle Kulturdenkmäler der rheinland-pfälzischen Ortsgemeinde Hettenleidelheim aufgeführt. Grundlage ist die Denkmalliste des Landes Rheinland-Pfalz (Stand: 19. Dezember 2024).

## Denkmalzonen
| Bezeichnung                          | Lage                                                              | Baujahr                           | Beschreibung | Bild                           |
| ------------------------------------ | ----------------------------------------------------------------- | --------------------------------- | --- | ------------------------------ |
| Denkmalzone Alter jüdischer Friedhof | Bahnhofstraße Lage                                                | erste Hälfte des 18. Jahrhunderts | jüdischer Friedhof in der ersten Hälfte des 18. Jahrhunderts angelegt, bis 1864 belegt; vier Grabsteine 1776 und 1777; Gedenkstein 1968 von Theo Rörig, seit 1965 zusammen mit dem Kriegerhain Parkanlage | weitere Bilder Fotos hochladen |
| Denkmalzone Neuer jüdischer Friedhof | östlich des Ortes und nördlich der L 453; Flur Auf der Halde Lage | 1864                              | 1864 angelegt, mit Resten der alten Umfassungsmauer; 128 Grabsteine, 1865 bis 20. Jahrhundert | weitere Bilder Fotos hochladen |

## Einzeldenkmäler
| Bezeichnung                                        | Lage                                                             | Baujahr | Beschreibung | Bild            |
| -------------------------------------------------- | ---------------------------------------------------------------- | ------- | --- | --------------- |
| Protestantische Kirche                             | Am Kreuzweg 9 Lage                                               | 1952    | Zentralbau in barockisierendem Heimatstil, 1952, Architekt Hansgeorg Fiebiger | Fotos hochladen |
| Wohnhaus                                           | Bahnhofstraße 3 Lage                                             | 1915    | anspruchsvoller dreiteiliger Walmdachbau, neuklassizistische Motive, 1915 | Fotos hochladen |
| Gasthaus „Zum Kriegerhain“                         | Bahnhofstraße 31 Lage                                            | 1890    | ehemaliges Gasthaus „Zum Kriegerhain“; gründerzeitlicher Bruchsteinbau mit Krüppelwalmdach, 1890 | Fotos hochladen |
| Kriegerhain                                        | Bahnhofstraße, gegenüber Nr. 31 Lage                             | 1915    | Kriegerhain, 1915 angelegt, in der Umfassungsmauer barocke Grabplatten und -kreuze, ehemaliges Friedhofskreuz (?), bezeichnet 1823; Kriegerdenkmäler: 1870/71 bekrönter Obelisk, 1914/18 Christusrelief, Soldat, bezeichnet 1929, 1939/45 von Kreuzen umfasster Quader von Theo Rörig (die Anzahl der Kreuze entspricht der Zahl der Gefallenen der Gemeinde im Zweiten Weltkrieg) | Fotos hochladen |
| Bürogebäude und Wohnhaus                           | Fabrikstraße 2 Lage                                              | 1919    | Bürogebäude und Beamtenwohnhaus der Pfälzischen Tonwerke Hagenburger Schwalb Cie.; repräsentativer Walmdachbau in klassizisierendem Heimatstil, 1919; barockisierende Autohalle mit Wohnung, 1924 | Fotos hochladen |
| Bahnhof                                            | Fabrikstraße 56 Lage                                             | 1894    | ehemaliger Bahnhof; zweieinhalbgeschossiger späthistoristischer Sandsteinquaderbau mit eingeschossiger Packhalle, 1894, Architekten Carl Jakob von Laval und Hermann Kaerner | Fotos hochladen |
| Friedhofskreuz und Grabmäler                       | Friedhofstraße, auf dem Friedhof Lage                            | 1856    | auf dem 1856 angelegten Friedhof: - Friedhofskreuz, bezeichnet 1856; - zinnenbekrönte gusseiserne Gedenkstele des Krankenunterstützungsvereins, bezeichnet 1863 und 1869; - Grabmäler: Familien Hagenburger/Hermann/Muschi/Schwalb, ab 1865; Familie A. Schwalb, ab 1890, offenes Tempelchen, frühes 20. Jahrhundert; Familie N. Herrmann († 1922)                                 | Fotos hochladen |
| Katholische Pfarrkirche St. Peter und St. Hubertus | Hauptstraße 15 Lage                                              | 1720–24 | barocker Saalbau, 1720–24, neuromanische Osterweiterung 1897–1901, Architekt Wilhelm Schulte I., Neustadt, Westturm um 1930; in der Nordseite barocke Grabkreuze und -steine, 18. Jahrhundert; nordwestlich Lourdesgrotte, Anfang des 20. Jahrhunderts | Fotos hochladen |
| Katholisches Pfarrhaus                             | Hauptstraße 18 Lage                                              | 1911    | villenartiger Putzbau, Landhausstilmotive, Reformarchitektur, 1911 | Fotos hochladen |
| Luitpoldschule                                     | Hauptstraße 27 Lage                                              | 1908    | mehrteiliger Mansarddachbau, bezeichnet 1908, auf Grundlage der Entwürfe von Albert Friedrich Speer, Mannheim | Fotos hochladen |
| Wohnhaus                                           | Hauptstraße 30 Lage                                              | 1915    | villenartiges Wohnhaus, Landhausstil, 1915; ortsbildprägend | Fotos hochladen |
| Wohnhaus                                           | Hauptstraße 32 Lage                                              | 1914    | villenartiges Wohnhaus, Landhausstil, 1914; ortsbildprägend | Fotos hochladen |
| Wohnhaus                                           | Hauptstraße 52 Lage                                              | 1906    | späthistoristisches Eckwohnhaus, Neurenaissance-Sandsteinquaderbau, bezeichnet 1906 | Fotos hochladen |
| Wegekreuz                                          | Hauptstraße, bei Nr. 69 Lage                                     | 1747    | Wegekreuz; Sandsteinsockel bezeichnet 1747 (Querbalken und Arme des Korpus neu, Korpus und restliches Kreuz im Originalzustand) | Fotos hochladen |
| Wohnhaus                                           | Hauptstraße 97 Lage                                              | 1899    | gründerzeitlicher Neurenaissancebau mit treppengiebelbekrönten Seitenrisaliten, 1899 | Fotos hochladen |
| Postamt                                            | Hauptstraße 103 Lage                                             | 1927    | ehemaliges Postamt, Krüppelwalmdachbau in barockisierendem Heimatstil, 1927, Architekt Heinrich Müller, Speyer | Fotos hochladen |
| Rat- und Schulhaus                                 | Hauptstraße 114/116 Lage                                         | 1838–41 | ehemaliges Rat- und Schulhaus; spätklassizistische Walmdachbauten; rechte Hälfte 1838–41, Architekt Jakob Gabriel, symmetrische Ergänzung und Uhr- und Glockenturm um 1865, Architekt Joseph Tanera | Fotos hochladen |
| Portal                                             | Hauptstraße, an Nr. 120 Lage                                     | 1807    | Portal, spätbarock, bezeichnet 1807 | Fotos hochladen |
| Wegekreuz                                          | Lauberweg, bei Nr. 2 Lage                                        | 1884    | Wegekreuz, neugotisches Gusseisenkreuz, bezeichnet 1884 | Fotos hochladen |
| Wegekreuz                                          | nördlich des Ortes; Flur In den Beeten Lage                      |         | Wegekreuz, neugotisches Gusseisenkreuz | Fotos hochladen |
| Wegekreuz                                          | nördlich des Ortes beim Margarethenhof; Flur Krähenschnabel Lage |         | Wegekreuz, reliefiertes neugotisches Gusseisenkreuz | Fotos hochladen |
| Wegekreuz                                          | nordwestlich des Ortes ; Flur In den Krückenäckern Lage          | 1864    | Wegekreuz, neugotisches Gusseisenkreuz, bezeichnet 1864 | Fotos hochladen |
| Wegekreuz                                          | östlich des Ortes; Flur Am Zweiten Morgen Lage                   | 1908    | Wegekreuz, Sandsteinkreuz ohne Korpus, bezeichnet 1908 | Fotos hochladen |
| Wegekreuz                                          | südwestlich des Ortes; Flur In der Mittelgewanne Lage            | 1907    | Wegekreuz, Sockel bezeichnet 1907, Kreuz mit Metallkorpus | Fotos hochladen |
| Wegekreuz                                          | westlich des Ortes an der K 35; Flur In den hinteren Seien Lage  | 1891    | Wegekreuz, neubarocker Sockel bezeichnet 1891, Kreuz mit farbig gefasstem Korpus | Fotos hochladen |